# Cimetière d'Arras
Le cimetière d'Arras, ou cimetière municipal, est un cimetière communal situé à Arras dans le département du Pas-de-Calais. Il se trouve rue Clemenceau.

## Histoire et description

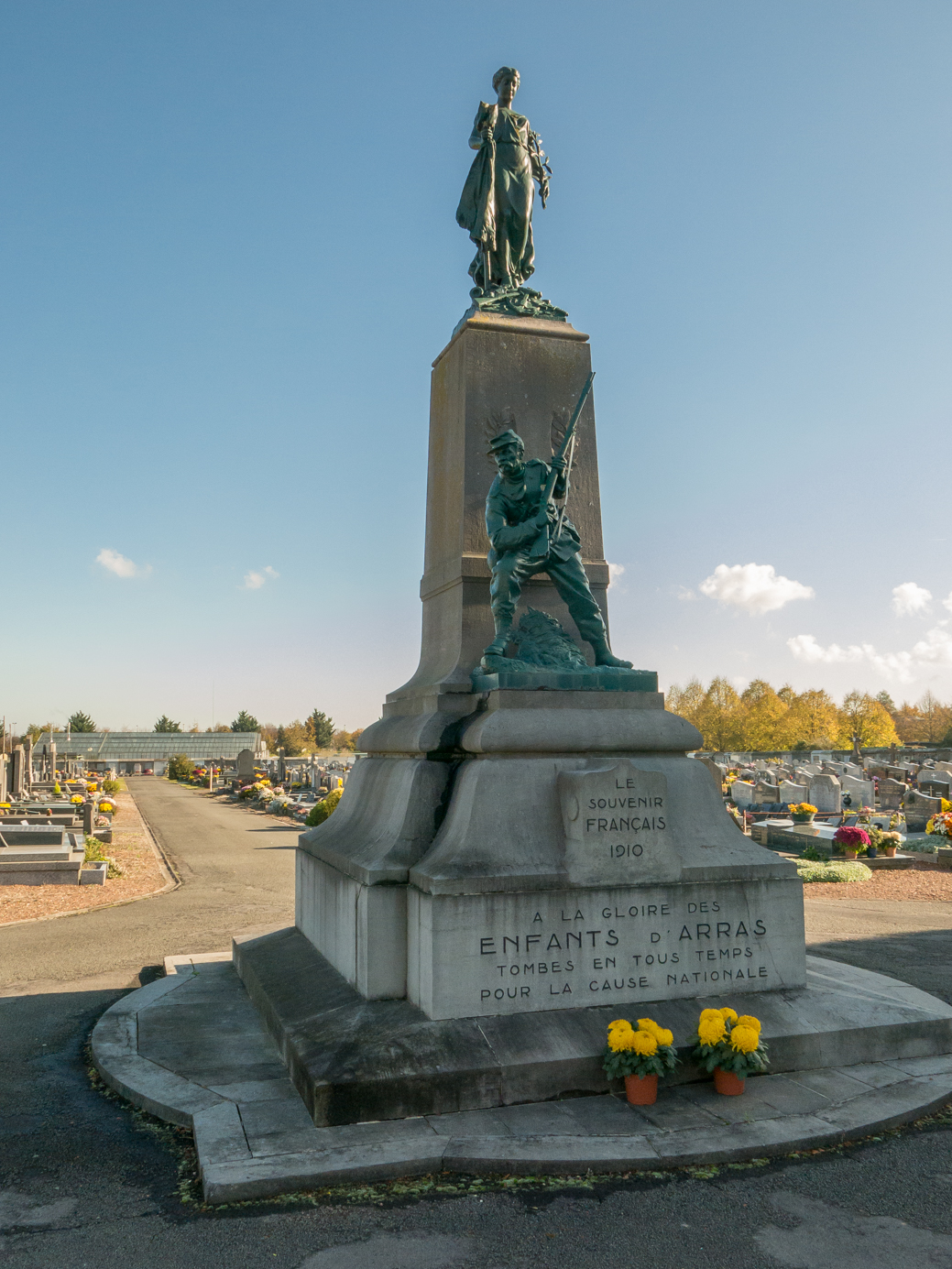
Monument aux morts.

Un premier terrain est acheté en 1794, mais c'est à partir de 1805 que ce cimetière est véritablement organisé (divisions J à Q). Ce grand cimetière de dix mille concessions s'étend aujourd'hui sur dix hectares,. Des tranchées sont creusées au début de la guerre de 1914-1918. Le cimetière souffre des combats. Il est restauré après la guerre.
Le cimetière d'Arras est plat et peu arboré. Un grand nombre de tombes anciennes ont disparu, mais il est reste encore quelques-unes, témoins de l'histoire socio-économique de la ville avec ses dynasties d'industriels et d'artisans. C'est la partie gauche de l'allée centrale qui conserve le plus de tombes anciennes avec statues (statue de Mme Grandguillaume tenant une chaise par Émile Thomas par exemple), bustes ou médaillons (œuvres de Louis Noël, Jules Déchin, Joseph Carlier, Arthur Mayeur, Augustin Lesieux, etc.). On remarque le mur des chanoines du diocèse, qui comprend des stèles et plaques en leur mémoire. Un monument aux morts avec une statue d'un soldat de la guerre de 1870 surmonté d'une figure de la mère patrie s'élève depuis 1910 près du carré militaire entretenu par le Souvenir français et qui accueille surtout des tombes de soldats tombés pendant la Grande Guerre et quelques tombes d'aviateurs britanniques. L'imposant mausolée Capet-Locquet-Martin de 10 mètres sur 2 mètres, surmonté d'un obélisque et élevé en 1820, est fameux pour ses chapiteaux corinthiens, ses sculptures de quatre chiens et ses nombreux symboles de mort sculptés. Augustin Capet était un négociant et banquier prospère d'Arras.
Le cimetière possède un petit jardin du souvenir et des casiers pour urnes. Une haute croix de calvaire du milieu du XIXe siècle domine le rond-point central.

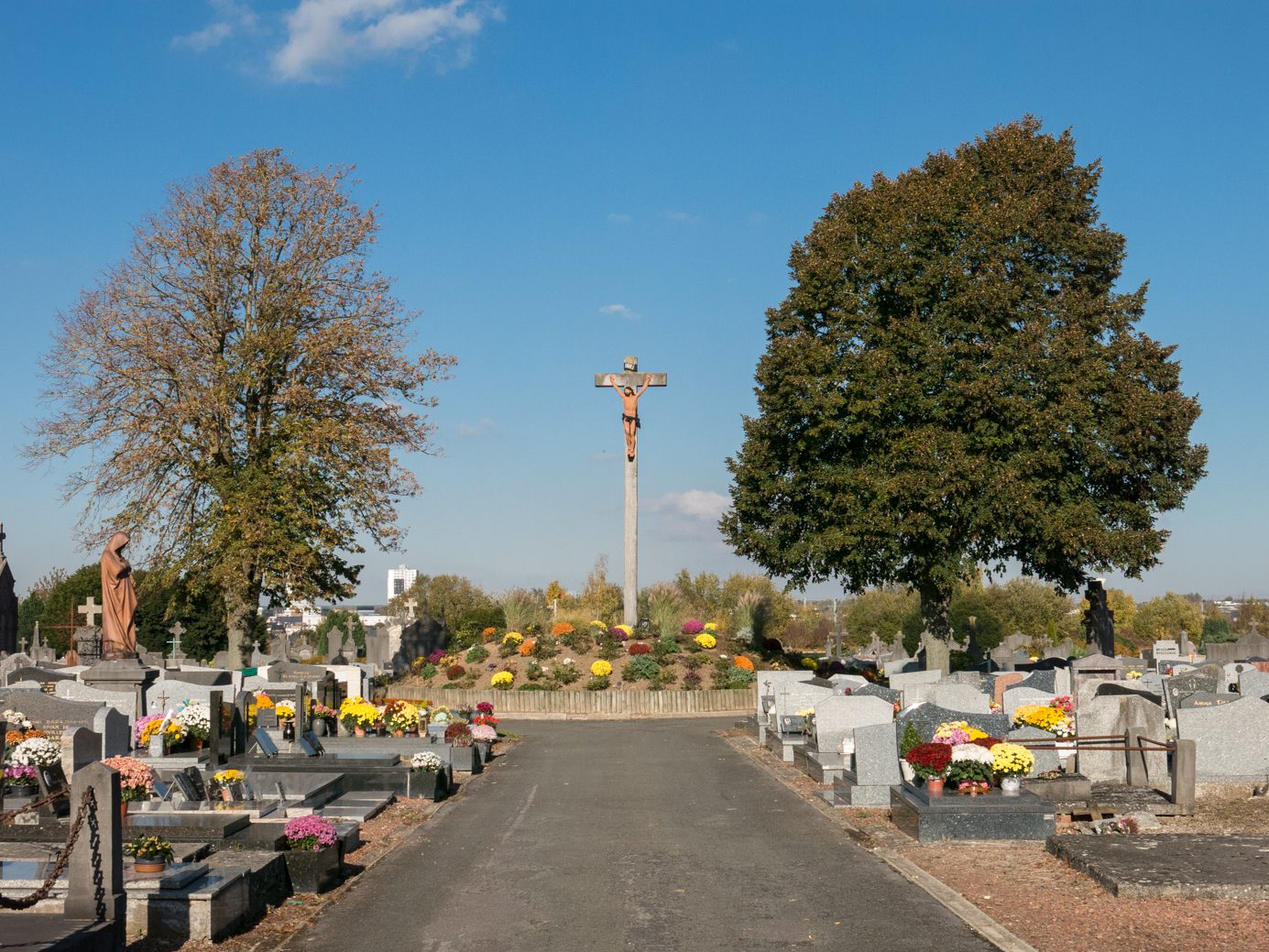
Croix de calvaire.
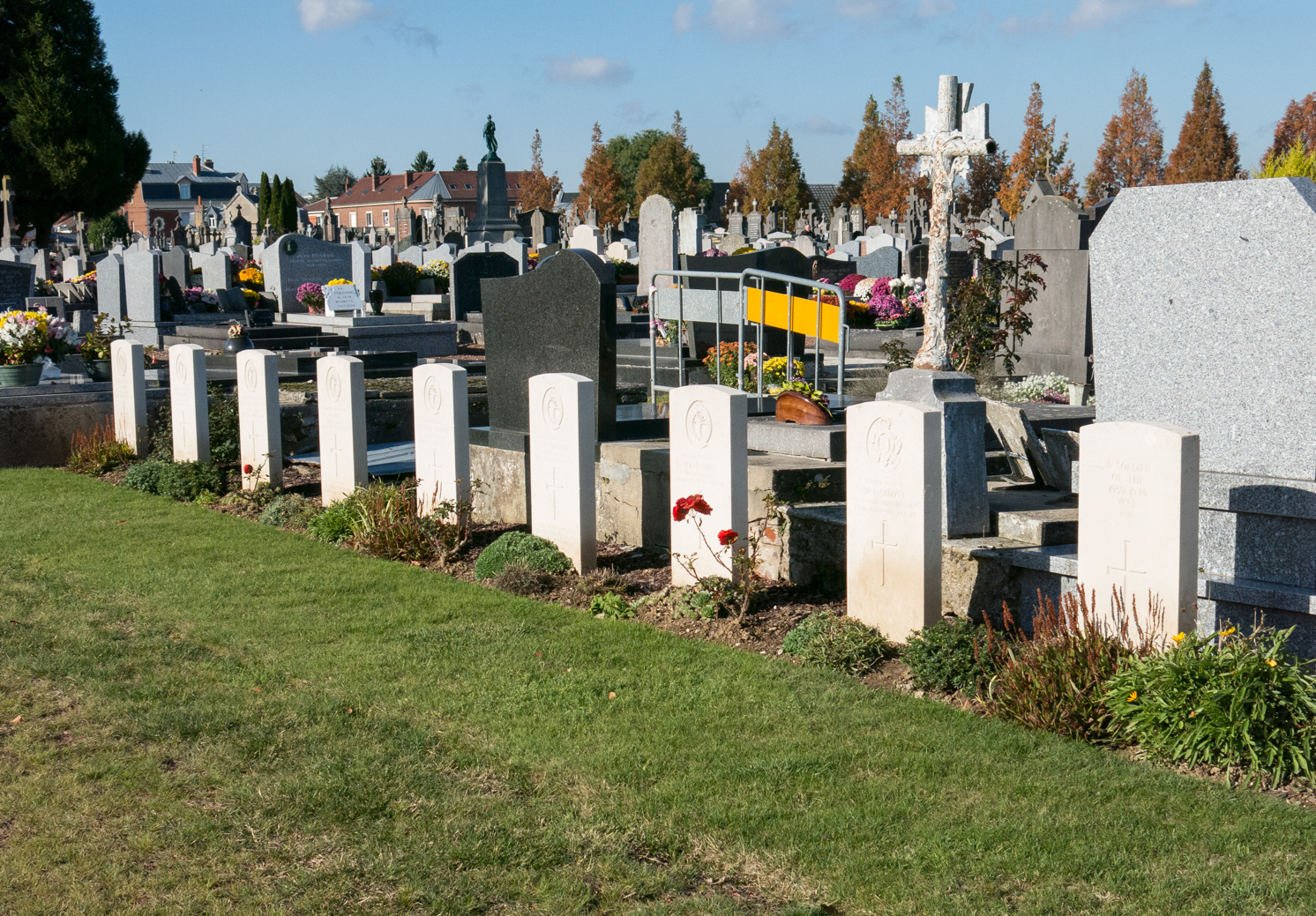
Tombes de soldats britanniques.
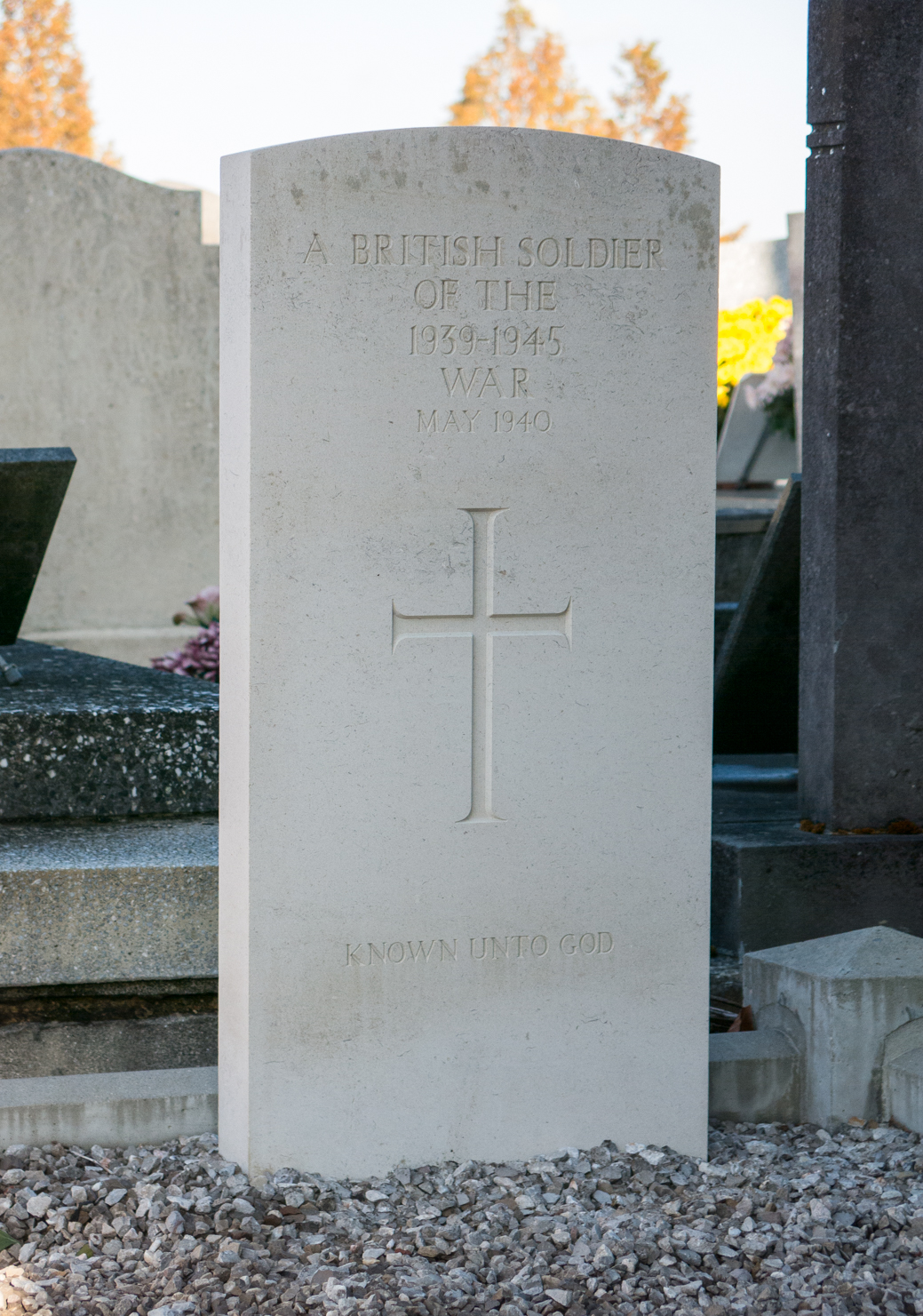
Tombe d'un soldat inconnu britannique de la Seconde Guerre mondiale.
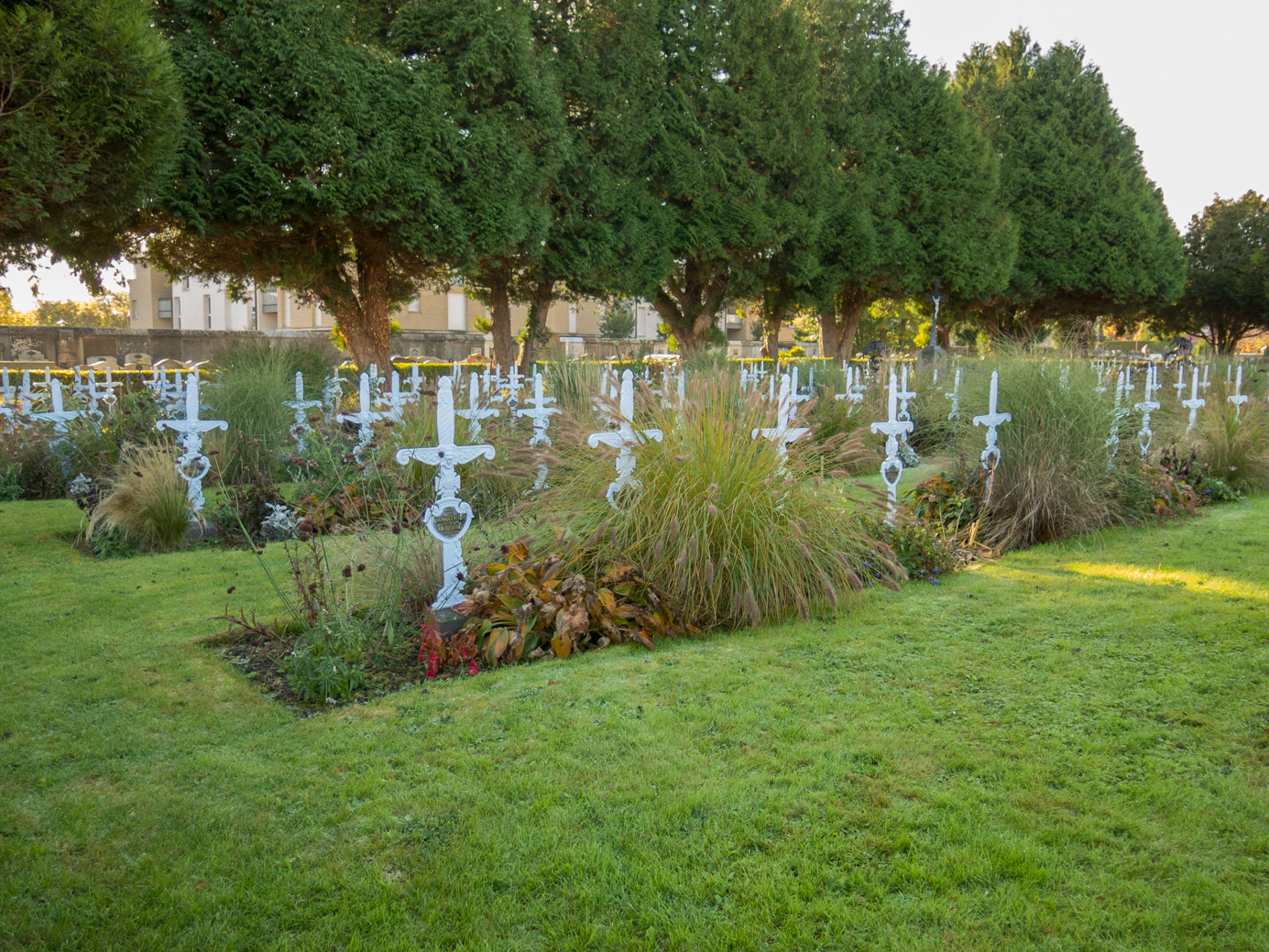
Carré militaire engazonné des soldats français

## Personnalités inhumées
- Jules-François Blondel (1887-1975), ambassadeur, auteur de souvenirs Au fil de la carrière
- Charles Boyenval (1832-1903), peintre (médaillon de bronze par Joseph Carlier)
- Henri Caudron (1902-1977), porcelainier
- Frédéric Degeorge (1797-1854), député républicain et opposant à la monarchie de juillet (buste par Jean-Baptiste Baujault)[6]
- Constant Dutilleux (1807-1865), peintre
- Jenny Fontaine (1862-1938), peintre
- Alexandre Georges (1850-1938), organiste et compositeur
- Nicolas Jacquet (1802-1882), inventeur de la première perforatrice de mine (buste de Paul Caparello)
- Émile Lenglet (1811-1878), député républicain avec des membres de la famille de Lannoy (médaillons par Marie Fresnaye)
- Guy Mollet (1906-1975), figure majeure de la SFIO
- Jean-Baptiste Florent Robert (1832-1862), sculpteur (statue)

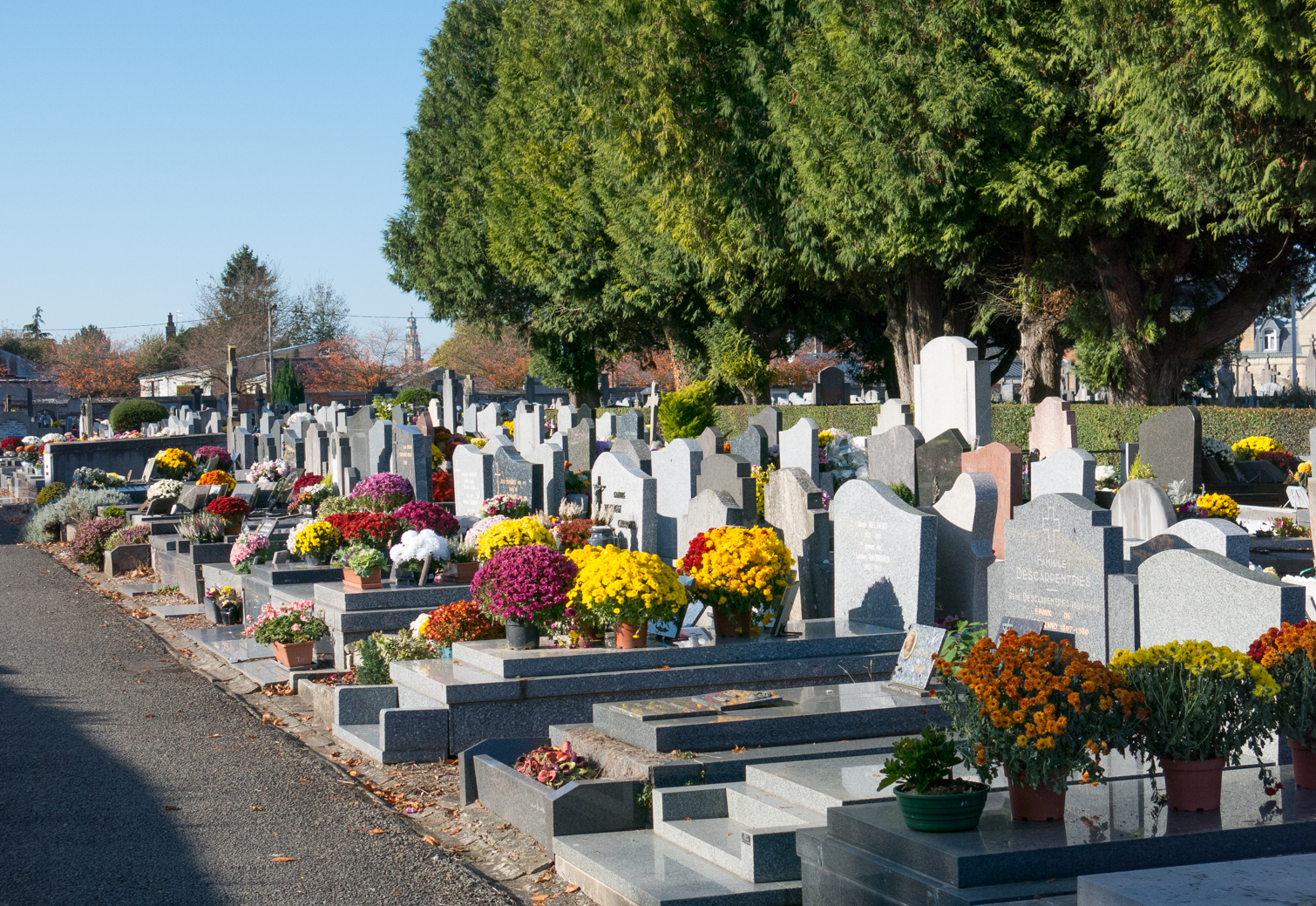
Partie moderne du cimetière à l'époque de la Toussaint.
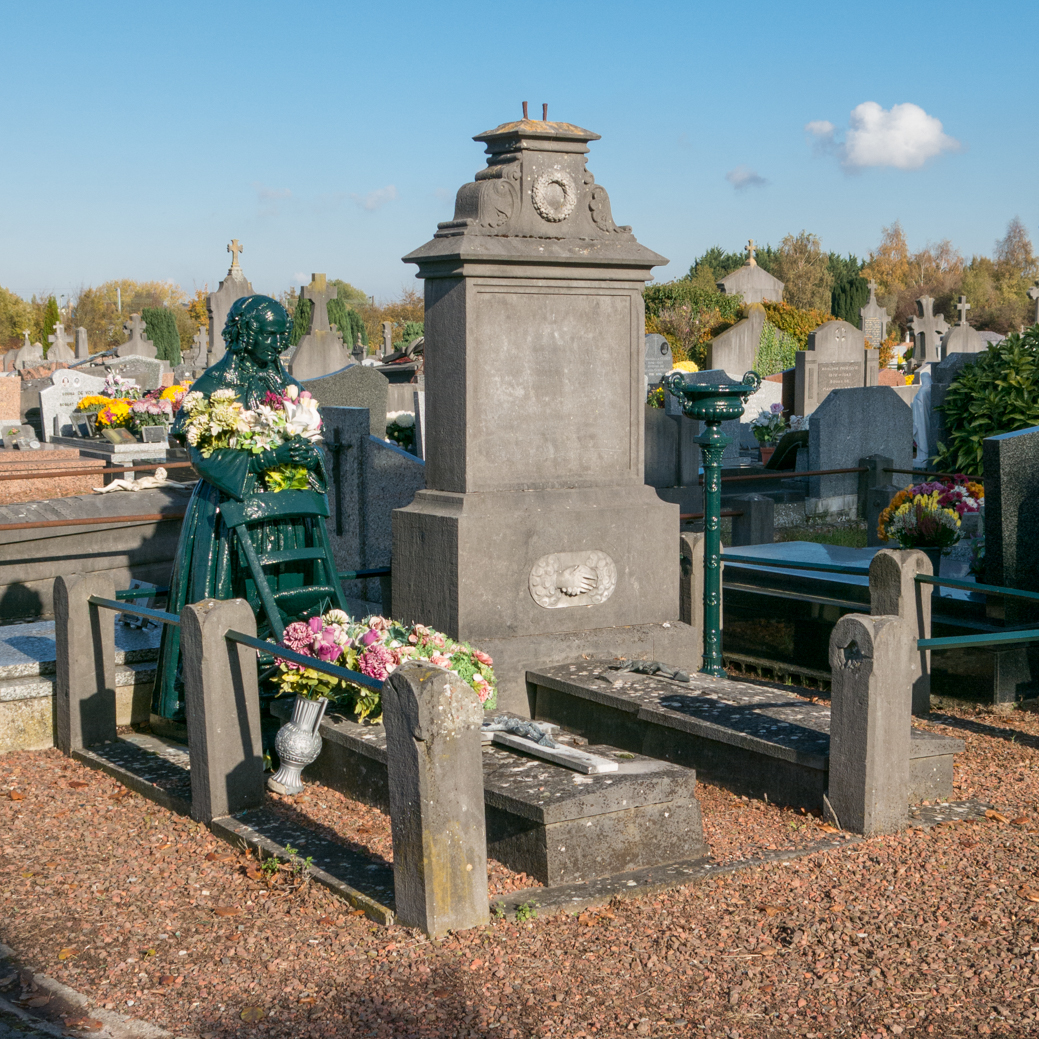
Sépulture Grandguillaume.